# Retrato de Baertje Martens
Retrato de Baertje Martens es una pintura de Rembrandt en el Hermitage de San Petersburgo.

## Presentación
Representa a Baertje Martens, esposa del fabricante de muebles de Ámsterdam Herman Doomer y madre del pintor Lambert Doomer. Martens nació alrededor de 1596 en Naarden y fue enterrada el 9 de junio de 1678 en la Nieuwezijds Kapel en Ámsterdam. Se mudó a Ámsterdam a la edad de doce años, presumiblemente para trabajar como sirvienta en una casa en Herengracht. Martens se casó con Doomer en Ámsterdam en 1618. La pintura es un pendat (pareja) del Retrato de Herman Doomer en el Museo Metropolitano de Arte de Nueva York.

## Atribución y citas
La obra está firmada en la esquina inferior izquierda 'Rbrandt / f'. Sin embargo, esta firma se agregó más tarde. Está fechada en 1640.

## Origen
Los dos retratos probablemente fueron encargados por Herman Doomer. Después de su muerte en 1650, su viuda dejó los retratos en sus testamentos del 15 de julio de 1654, el 23 de mayo de 1662 y el 3 de septiembre de 1668 a su hijo, Lambert Doomer. Ella puso como condición que su hijo hiciera copias para sus hermanos por cuenta propia. Parece haber cumplido esta condición, porque hay copias de los retratos en una colección privada inglesa. Lambert Doomer, a su vez, dejó los retratos a su sobrino Herman Voster. En un inventario elaborado después de la muerte de Lambert, los retratos se enumeran como "dos retratos del padre y la madre fallecidos, pintados por Rembrand van Rhijn y prelegados a Hermanus Voster". Voster fue pastor en sucesivamente West-Vlieland, Ammerstol y Schoonhoven y murió en 1726. Para entonces probablemente ya había vendido los retratos, al menos antes de 1725. Se realizó una reproducción impresa del retrato de Herman Doomer en 1725, publicado en Londres, que muestra que la obra 'Ex Museo An: Cousin' o sea procedente de la colección de Anthony Cousein. La colección de Cousein se subastó el 8 de febrero de 1750 en la casa de subastas Langford en Londres, y los retratos se ofrecieron por separado: el retrato de Doomer con el número de lote 53 y el retrato de Martens bajo el lote número 54. Probablemente las obras se separaron en ese momento. El retrato de Martens probablemente fue comprado en París por Dmitri Alexeyevich Golitsyn para la colección de la emperatriz Catalina II de Rusia. Desde entonces se encuentra alojado en el Hermitage.